# 겔레르트 온천

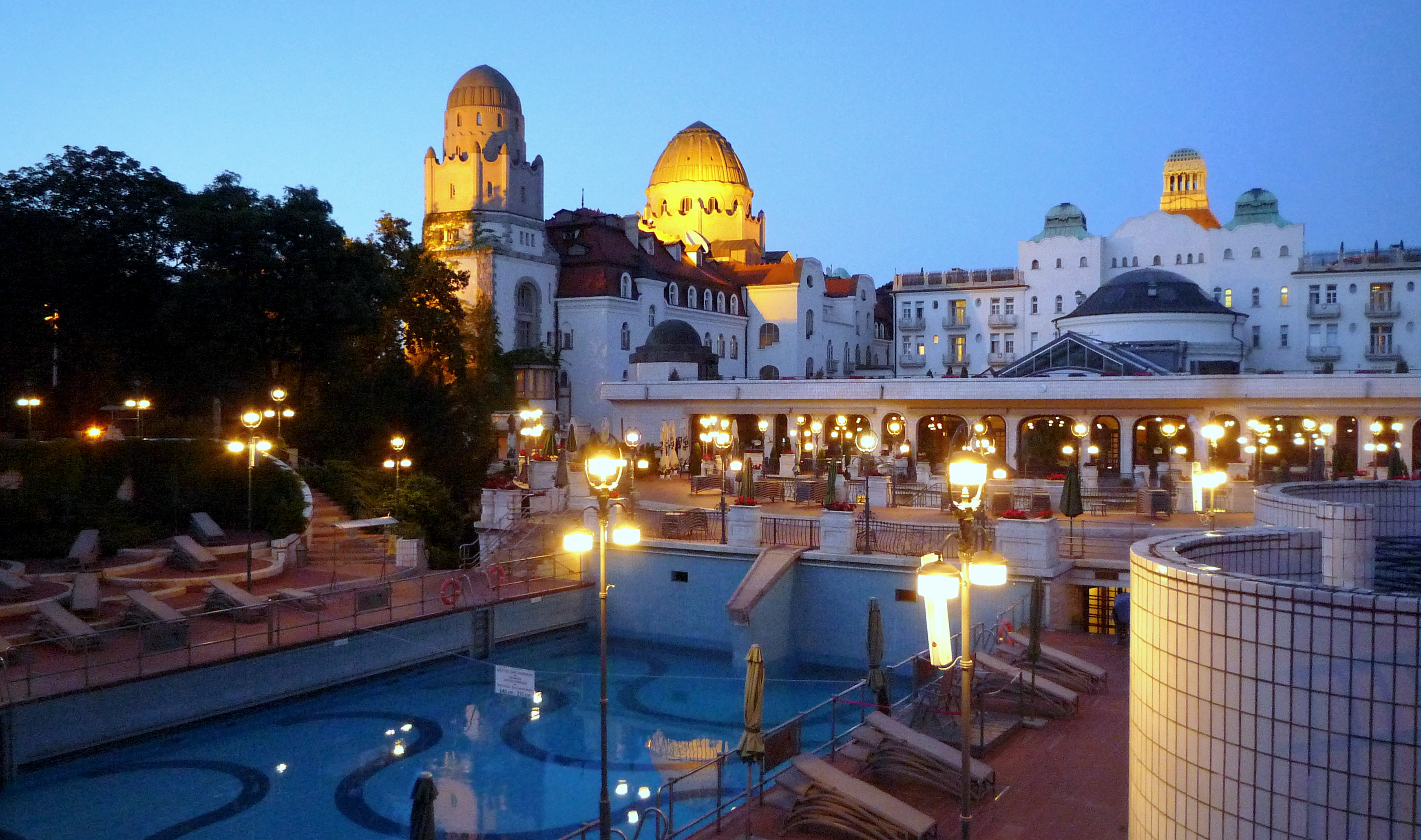
겔레르트 온천

겔레르트 온천(헝가리어: Gellért gyógyfürdő)은 헝가리 부다페스트에 있는 온천으로, 호텔 겔레르트의 일부다. 실내에는 깊이 1.2m, 면적 70㎡(섭씨 35~40도 유지)의 의료용 풀 4개, 낙하 풀 2개, 수중 트랙션 풀 2개, 246㎡ 수영장(섭씨 27도), 따뜻한 좌식 풀이 있다. 실외에는 500㎡ 파도 풀, 따뜻한 좌식 풀, 낙하 풀이 있다.

## 역사
목욕탕 단지는 1912년과 1918년 사이에 아르누보 스타일로 지어졌다. 제2차 세계 대전 중에 손상되었지만 그 후 재건되었다. 이 지역의 치유수에 대한 언급은 13세기 초부터 발견된다. 중세 시대에 이 부지에 병원이 있었다. 오스만 제국 통치 기간 동안 이 특정 부지에 목욕탕도 지어졌다. "마법의 치유 샘"은 16세기와 17세기에 튀르키예인이 사용했다. 이 목욕탕은 미네랄 진흙이 웅덩이 바닥에 가라앉았기 때문에 Sárosfürdő(진흙 목욕탕)라고 불렸다.
겔레르트 온천은 2008년에 처음으로 대대적인 보수 공사를 거쳤다. 이 목욕탕은 거의 100년 동안 존재해 온 동안 파이프가 터져서 단 한 번만 문을 닫았다. 겔레르트 온천은 2차 세계 대전 중에도 문을 열었다. 전쟁이 끝나갈 무렵, 권위 있는 아르누보 여성 온천이 폭격을 받아 화강암 외관과 탈의실의 나무 내부가 파괴되었다. 전쟁 후의 경제 상황으로 인해 온천은 훨씬 더 청교도적인 방식으로 재설계되었다. 2008년 재건축을 통해 목욕탕은 원래의 화려함을 되찾았다.